# Liste des syndics de Lausanne
Cet article présente la liste des syndics de Lausanne.
Depuis 1803 et la création du Canton de Vaud, le syndic de Lausanne est élu pour la période d'une législature et préside la municipalité (exécutif) de la ville.
| Dates       | Nom                     | Parti     | Naissance | Mort |
| ----------- | ----------------------- | --------- | --------- | ---- |
| 1803 – 1815 | Samuel-Jacques Hollard  |           | 1759      | 1832 |
| 1815 – 1842 | Charles-Marc Secretan   |           | 1773      | 1842 |
| 1843 – 1848 | Édouard Dapples         | PLS       | 1807      | 1887 |
| 1848 – 1857 | Victor Gaudard          | PLS       | 1797      | 1871 |
| 1857 – 1867 | Édouard Dapples         | PLS       | 1807      | 1887 |
| 1867 – 1882 | Louis Joël              | PLS       | 1823      | 1892 |
| 1882 – 1897 | Samuel Cuénoud          | PRD       | 1838      | 1912 |
| 1897        | Berthold Van Muyden     | PLS       | 1852      | 1912 |
| 1898 – 1900 | Louis Gagnaux           | PRD       | 1851      | 1921 |
| 1900 – 1907 | Berthold Van Muyden     | PLS       | 1852      | 1912 |
| 1907 – 1910 | André Schnetzler        | PLS       | 1855      | 1911 |
| 1910 – 1921 | Paul Maillefer          | PRD       | 1862      | 1929 |
| 1922 – 1924 | Arthur Freymond         | PRD       | 1879      | 1970 |
| 1924 – 1929 | Paul Rosset             | PLS       | 1872      | 1954 |
| 1930 – 1931 | Paul Perret             | PRD       | 1880      | 1947 |
| 1931 – 1933 | Emmanuel Gaillard       | PRD       | 1875      | 1956 |
| 1934 – 1937 | Arthur Maret            | SOC       | 1892      | 1987 |
| 1938 – 1945 | Jules-Henri Addor       | PRD       | 1894      | 1953 |
| 1946 – 1949 | Pierre Graber           | SOC       | 1908      | 2003 |
| 1950 – 1957 | Jean Peitrequin         | PRD       | 1902      | 1969 |
| 1958 – 1973 | Georges-André Chevallaz | PRD       | 1915      | 2002 |
| 1974 – 1980 | Jean-Pascal Delamuraz   | PRD       | 1936      | 1998 |
| 1981 – 1989 | Paul-René Martin        | PRD       | 1929      | 2002 |
| 1990 – 1997 | Yvette Jaggi            | SOC       | 1941      |      |
| 1998 – 2001 | Jean-Jacques Schilt     | SOC       | 1943      |      |
| 2002 – 2016 | Daniel Brélaz           | Les Verts | 1950      |      |
| depuis 2016 | Grégoire Junod          | SOC       | 1975      |      |

## Sources
- (en) Cet article est partiellement ou en totalité issu de l’article de Wikipédia en anglais intitulé « List of mayors of Lausanne » (voir la liste des auteurs).